# Athetis bispurca
Athetis bispurca är en fjärilsart som beskrevs av Anthony C. Galsworthy 1997. Athetis bispurca ingår i släktet Athetis och familjen nattflyn. Inga underarter finns listade i Catalogue of Life.